# Wenzbach
Il Wenzbach (erroneamente Conwentzbach) è un corso d'acqua della Germania di circa 1 km. Sorge nel circondario di Großhesselohe del comune di Pullach im Isartal e sfocia nel vicino quartiere di Thalkirchen a sud di Monaco come affluente di sinistra del Floßkanal. È noto storicamente per essere stato identificato da alcuni nell'anonimo fiume tedesco che accolse le ceneri di alcuni gerarchi nazisti giustiziati in seguito al processo di Norimberga.

## Corso
Il Wenzbach sorge dall'Adolf-Wenz-Siedlung di Großhesselohe presso l'intersezione tra l'Adolf-Wenz-Straße e il Lungoisar. Il torrente scorre verso nord sul margine occidentale dell'alveo dell'Isar, lungo il pendio della riva, a distanza complessivamente inferiore ai 300 m dal fiume, a ovest dell'Isar-Werkkanal che lo costeggia. Il ruscello a sua volta è affiancato a destra, sul tratto più lungo, dalla Conwentzstraße intitolata al botanico Hugo Conwentz (1855-1922).
Il Wenzbach scorre principalmente in mezzo a giardini privati ed è perciò pubblicamente accessibile solo in pochi punti. Ai piedi di Villa Borscht in Heilmannstraße 33 attraversa un piccolo stagno. Dopo circa 1 km di corso passa sotto la Conwentzstraße e quindi sfocia, poco dopo la svolta di quest'ultima a sinistra dell'Isar-Werkkanal e a sud dell'Hinterbrühler See, all'altitudine di 528 m s.l.m., nel Floßkanal, di cui è l'unico importante affluente.

## Storia
Adolf Wenz (1840-1927), da cui prendono il nome il ruscello e l'insediamento presso cui sorge, fu consigliere di commercio e condusse una fabbrica di laterizi (klinker) sotto il ponte di Großhesselohe: di qui le più antiche menzioni del torrente come «(Wenzscher) Fabrikbach».
Pare che giovedì 17 ottobre 1946, i soldati dell'esercito statunitense abbiano sparso nel Wenzbach, ai piedi di Villa Oberhummer in Heilmannstraße 25, le ceneri di undici dei ventiquattro criminali di guerra giustiziati dopo il processo di Norimberga, dopo averli cremati nel crematorio del Cimitero Est di Monaco di Baviera; dopo questo evento, in alcuni reportage, il torrente cominciò ad essere erroneamente indicato come Conwentzbach. Le prime notizie apparse negli Stati Uniti nel 1947 avevano riportato correttamente Wenz Creek, ma resta incerto se i resti della cremazione siano stati effettivamente sparsi in questo torrente o invece in uno dei corsi d'acqua paralleli, l'Isar e l'Isar-Werkkanal.